# Třída Keris
Třída Keris je třída hlídkových člunů stavěných pro malajsijské královské námořnictvo. Jejich oficiální označení je Littoral Mission Ship (LMS). Mezi jejich úkoly bude patřit hlídkování, mise SAR, nebo humanitární operace. Roku 2017 byly objednány první čtyři čluny, které mají být dodány v letech 2019–2021. Celkem se předpokládá stavba až 18 jednotek této třídy.

## Pozadí vzniku
Kontrakt na stavbu čtyř jednotek první série této třídy byl podepsán v Pekingu v dubnu 2017. Čínský partner byl zvolen kvůli úspoře financí. Na vývoji a stavbě spolupracují čínská loděnice China Shipbuilding Industry Corporation (CSIC) a malajsijská Boustead Naval Shipyard (BNS). První dva čluny měla v letech 2019–2020 loděnice CSIC a druhý pár v roce 2021 loděnice BNS. Model plavidla byl veřejnosti představen na veletrhu LIMA. Slavnostní první řezání oceli na první jednotku proběhlo 31. července 2018. V roce 2019 byla dohodnuta modifikace kontraktu, na základě které budou všechna čtyři plavidla postavena v Číně, čímž bude dosaženo finanční úspory. Malajsijské námořnictvo prototypovou jednotku převzalo 31. prosince 2019. Při provozu prototypové jednotky se objevily blíže nespecifikované potíže v oblasti senzorů a bojového řídícího systému.
Jednotky třídy Keris:
| Jméno         | Založení kýlu  | Spuštěna          | Vstup do služby | Status  |
| ------------- | -------------- | ----------------- | --------------- | ------- |
| Keris (111)   | 23. října 2018 | 15. dubna 2019    | 6. ledna 2020   | aktivní |
| Sundang (112) | 23. října 2018 | 12. července 2019 | 5. března 2021  | aktivní |
| Badik (113)   |                | 30. října 2020    | 22. října 2021  | aktivní |
| Rencong (114) | 19. září 2019  | 16. prosince 2020 | 28. ledna 2022  | aktivní |

## Konstrukce
Plavidla jsou vybavena vzdušným a hladinovým vyhledávacím radarem SR2405A od společnosti Nanjing Marine Radar Institute, elektro-optickým zaměřovacím systémem Huazhong Institute of Electro-Optics OFC-3 a systémem elektronického boje od Southwest Institute of Electronics Equipment of China. Hlavňovou výzbroj tvoří jeden 30mm kanón CS/AN3 v dálkově ovládané zbraňové stanici a dva 12,7mm kulomety CS/LM6. Na palubě jsou tři pozice pro až tři 20stopé kontejnery s modulovým vybavením, popř. dva rychlé čluny RHIB. Nejvyšší rychlost dosahuje 22 uzlů. Dosah je 2000 námořních mil při 15 uzlech. Autonomie dosahuje 21 dní.